# Всеукраїнський з'їзд вільного козацтва в Чигирині
Всеукраїнський з'їзд вільного козацтва в Чигирині — Всеукраїнський з'їзд Вільного козацтва, що відбувся 3—7 (16—20) жовтня 1917 р. у м. Чигирин. Прибуло 200 делегатів, які представляли 60 тис. вільних козаків України — Київщини, Чернігівщини, Полтавщини, Катеринославщини, Херсонщини, Кубані. На з'їзді було створено Генеральну раду Вільного козацтва з 12 членів, вироблено Статут організації.
Військовим отаманом Вільного козацтва обрано командира 1-го українського корпусу генерала Павла Скоропадського. Інші керівні посади розподілилися так: В.Кочубей — генеральний писар, I. Полтавець-Остряниця — наказний отаман, Тонковид — ген. обозний, М.Левицький — ген. суддя; I.Луценко, С.Гризло і О.Шаповал — ген. хорунжі; Шомовський, Шендрик і Кіщанський — гененеральні осавули. Організаційним осередком Вільного козацтва визначено м. Біла Церква. З'їзд звернувся до українських громадян з відозвою, у якій роз'яснювалися цілі й завдання організації, а також закликав до повсюдного створення загонів Вільного козацтва.